# Senga Nengudi
Senga Nengudi, geboren am  18. September 1943  in Chicago als Sue Irons, ist eine afroamerikanische Künstlerin, die vor allem wegen ihrer abstrakten Skulpturen bekannt ist, die Fundgegenstände und Tanzperformance miteinander verbinden. Sie ist seit Beginn der 1960er Jahre Vertreterin der afroamerikanischen Avantgarde in New York City und Los Angeles.

## Frühes Leben und Ausbildung
Nengudi wuchs bei ihrer Mutter in Los Angeles und Pasadena auf. Sie studierte seit Anfang der 1960er Jahre Kunst und Tanz an der California State University in Los Angeles, und schloss das Studium 1967 als BA ab. Nach einem Studienjahr an der Waseda-Universität in Tokio kehrte sie zu einem Masterstudium mit Schwerpunkt Skulptur an die California State University zurück, welches sie 1971 erfolgreich beendete. Während ihres Studiums arbeitete sie am von Noah Purifoy gegründeten Watts Towers Art Center. Außerdem war sie Art instructor am Pasadena Art Museum und dem Fine Arts Community Workshop. Sie lebt und arbeitet heute in Colorado Springs.

## Kooperationen
Nengudi war Teil der radikalen afroamerikanischen Avantgarde-Kunstszenen in New York und Los Angeles während der 1960er und 1970er Jahre. Sie war Mitglied des Studio Z-Kollektivs, das auch als die LA Rebellion bekannt wurde. Hier trafen afroamerikanische Künstler zusammen, die sich durch ihr experimentelles und improvisierendes Arbeiten auszeichneten. Mit David Hammons und Maren Hassinger, die auch Mitglieder von Studio Z waren, arbeitete Nengudi oft zusammen.
Nengudi wurde von zwei Galerien vertreten, der Pearl C. Woods Gallery in Los Angeles, die von Greg Pitts geleitet wurde, und Just Above Midtown in New York. Die Direktorin des JAM Linda Goode Bryant hatte einen großen Einfluss auf die Entwicklung von Nengudi. Nengudi betonte in einem Interview, wie wichtig die kreative Zusammenarbeit mit Galerien wie diesen für die afroamerikanische Kunstszene sind.
Später kuratierte die Künstlerin auch selbst Ausstellungen wie die von Kira Lynn Harris an der Cue Art Foundation in New York im Frühjahr 2009.

## „Répondez s'il vous plait“ („R.S.V.P.“)
1975 wurde ihr Sohn geboren, in der Folge thematisierte sie in ihrem künstlerischen Arbeiten die Veränderungen, zu denen Schwangerschaft und Geburt an ihrem Körper geführt hatten. Nengudi entwickelte ihre „répondez s'il vous plait“-Serien, durch die sie berühmt wurde. Indem sie ihre Interessen an Bewegung und Skulptur zusammenführte, schuf Nengudi abstrakte Skulpturen mit Choreographien aus Alltagsgegenständen aufgeführt vor Live-Publikum oder aufgezeichnet durch eine Kamera. Ausgangsmaterial der Skulpturen waren beispielsweise Nylon-Strumpfhosen, die gedehnt, verdreht, verknotet und mit Sand gefüllt wurden. Die fertigen Skulpturen hingen oft an den Wänden der Galerie, ragten aber auch in den Raum hinein, erinnerten an menschliche Körper, weibliche Brüste und den Mutterleib. Für sie reflektierte der Gebrauch von Strumpfhosen als Material die Elastizität des menschlichen, insbesondere des weiblichen Körpers. Die Kunstkritik entdeckte in ihren Installationen eine Mischung aus Sinnlichkeit, Rassenidentität, Körpergefühl und einer bewussten Beschäftigung mit dem Bild, das sich die Gesellschaft vom weiblichen Körper macht.
Nengudis „R.S.V.P.“-Skulpturen wurden auch von reisenden Performance-Gruppen aufgeführt, darunter „Now Dig This! Art & Black Los Angeles 1960–1980“ und „Blues for Smoke“ Anfang der 2010er Jahre.

## Performances
1978 entwickelte Nengudi zusammen mit Maren Hassinger eine Performance, bei der die beiden Künstlerinnen Bewegungen improvisierten, eingesponnen in ein Netz aus Nylon-Strumpfhosen. In der Performance wurden die vielfältigen Einschränkungen veranschaulicht, mit denen Frauen durch gesellschaftlich definierte Geschlechterrollen konfrontiert sind. Nengudi fertigte in dieser Periode viele inszenierte Fotografien an, in denen sie selbst oft als anonyme, geschlechtslose Figur auftritt, die sich jeder Definition entzieht.
Im gleichen Jahr führten Nengudi und andere Mitglieder des Studio Z-Kollektivs (darunter wieder Hammons und Hassinger) die Ceremony for Freeway Fets unter einer Autobahnbrücke auf dem Pico Boulevard in Los Angeles auf. Nengudi schuf Kostüme und Kopfbedeckungen aus Nylon-Strumpfhosen für die Performer. Hammons und Hassinger repräsentierten den männlichen und den weiblichen Geist, während Nengudi als Geist auftrat, der die Geschlechter zusammenführte. Sowohl die Tanzaufführung als auch der unterlegte Soundtrack waren improvisiert.
Im März 2017 war Nengudis Kunst ein Themenschwerpunkt auf der Kunstmesse Armory Show in New York City.
Auf der Biennale in Venedig vom 13. Mai bis 16. November 2017 war Nengudi ebenfalls vertreten.

## „Warp Trance“
Während ihres Aufenthalts am Fabric Workshop and Museum 2007 in Philadelphia setzte Nengudi erstmals Video als eigenes Kunstmittel ein. Bei Besuchen in Textilfabriken fertigte sie Video- und Audio-Aufnahmen des Fabrikbetriebs an und sammelte Lochkarten, wie sie zur Programmierung der Jacquardwebstühle verwendet wurden. In der fertigen Installation Warp Trance projizierte Nengudi die Videoaufnahmen auf Abbildungen der Lochkarten. Gleichzeitig war ein Ambient-Soundtrack zu hören, den Butch Morris aus den Hintergrundgeräuschen des Filmmaterials komponiert hatte. Die Arbeit beschäftigte sich mit Technologie, der gesellschaftlichen Bedeutung von Arbeit, zeitgenössischer Musik und rituellen Tänzen. Den Zuschauern wollte Nengudi in erster Linie Lust auf Bewegung und Tanz machen.

## Interkulturalismus
Das Problem kultureller, ethnischer und rassischer Klassifizierungen war ebenso ein zentrales Thema von Nengudis künstlerischer Arbeit wie ihr Umgang mit geschlechtsspezifischen Einschränkungen. Sie kombinierte für ihre Performances häufig afrikanische, asiatische und indianische Kunstformen mit inszenierten Fotografien. Ihre Kunstwerke versuchen eine interkulturelle Inspiration in allen Lebensbereichen zu schaffen. Oft zitiert sie als Grundlagen ihrer Arbeit afrikanische und asiatische Philosophien.

## Pseudonyme
Neben ihren Installationen, Skulpturen und Performances schuf Nengudi auch Gemälde und Fotografien. Sie schrieb Lyrik unter den Pseudonymen Harriet Chin, Propecia Lee und Lily B. Moor. In einem Interview erklärte Nengudi, wie sie die Entscheidung traf, diese zu entwickeln:

„Es fing an, als ich einen Ständer mit Kunstpostkarten sah, die großartig und sehr afrikanisch aussahen. Als ich eine Postkarte umdrehte und sah, dass der Künstler einen weiß-klingenden Namen hatte, dachte ich,, Wie kann das sein?‘. Später machte ich mir Gedanken darüber, warum ich so reagiert habe. Ich dachte über das Thema Namen nach und darüber, wie wir Schlüsse ziehen von Namen auf die Hautfarbe. Wenn kein Name angegeben ist, müssen sich Leute mit dem Werk als solchem auseinandersetzen. Wenn das Werk aber von jemandem mit dem Namen, Yamamoto‘ oder, Rodriguez‘ stammt, haben wir sofort einen anderen Filter für unsere Sicht darauf. Die verschiedenen Namen, die ich verwende, haben alle einen persönlichen Bezug. Ich wäre gerne wie, Br’er Rabbit‘  [Anm. d. Ü.: amerikanische Comicfigur], würde gern Tricks versuchen, mit Dingen spielen und Leute dazu bringen, anders auf die Dinge zu sehen.“

## Rezeption
Nengudis Werke finden sich in den ständigen Sammlungen der großen amerikanischen Museen wie dem Museum of Modern Art in New York, dem Hammer Museum in Los Angeles, dem Carnegie Museum in Pittsburgh, dem MOCA
in Los Angeles. Einige wichtige Arbeiten werden auch im Studio Museum und dem Brooklyn Museum in New York ausgestellt.
2020 wurde Nengudi in die American Academy of Arts and Sciences gewählt.

## Ausstellungen (Auswahl)
- 1970: Sapphire: You've Come a Long Way Baby, Gruppenausstellung, Gallery 32, Los Angeles
- 1971: 8 artistes afro-américains, Gruppenausstellung, Musée Rath, Genf
- 1977: Répondez s'il vous plaît (RSVP), Performance, Pearl C. Wood Gallery, Los Angeles, und Just Above Midtown Gallery, New York
- 1977: The Concept as Art, Gruppenausstellung, Just Above Midtown Gallery, New York
- 1977: Studio Z: Individual Collective, Gruppenausstellung, Long Beach Museum of Art, Long Beach (Kalifornien)
- 1980: Dialectics of Isolation: An Exhibition of Third World Women Artists of the United States, Gruppenausstellung, A.I.R. Gallery, New York
- 1980: Afro-American Abstraction, Gruppenausstellung PS1, New York, Toledo Museum of Art, Toledo, Ohio. Laguna Gloria Museum, Austin Texas. Los Angeles Municipal Art Gallery, Los Angeles
- 1981: Air Propo, Gruppenperformance mit Cheryl Banks und Butch Morris, Just Above Midtown Gallery, New York
- 1981: Vestige-The Discovery of America by Christopher Columbus, Einzelausstellung, Just Above Midtown Gallery, New York
- 1988–89: Art as a Verb: The Evolving Continuum: Installations, Performances, and Videos by 13 Afro-American Artists, Gruppenausstellung, Maryland Institute College of Art, Baltimore Maryland. Studio Museum, Harlem, New York.
- 1998: Out of Actions: Between Performance and the Object, 1949–70, Gruppenausstellung. Museum of Contemporary Art, Los Angeles, California.
- 2003: Répondez s'il vous plaît, Einzelausstellung, Thomas Erben Gallery, New York
- 2004: From One Source Many Rivers, Einzelausstellung, Carnegie International 2004–05, Carnegie Museum of Art, Pittsburgh, Pennsylvania.
- 2005: Double Consciousness: Black Conceptual Art Since 1970, Gruppenausstellung. Contemporary Art Museum, Houston, Texas.
- 2006: Side by Side, Gruppenperformance mit Maren Hassinger. Fondation Cartier pour l'Art Contemporain, Paris
- 2007: WACK! Art and the Feminist Revolution, group exhibition. Museum of Contemporary Art, Los Angeles, California. PS1, New York City.
- 2007: Senga Nengudi: Warp Trance. Pennsylvania Academy of Fine Arts Morris Gallery, Philadelphia, Pennsylvania.
- 2008–10: Répondez s'il vous plaît, Gruppenausstellung mit Rashawn Griffin, Studio Museum, Harlem, New York.
- 2011: Now Dig This! Art and Black Los Angeles, 1960–1980, Gruppenauftritt Hammer Museum, Los Angeles, Kalifornien. PS1, New York
- 2012: Radical Presence: Black Performance in Contemporary Art, Gruppenausstellung Contemporary Arts Museum, Houston, Texas.
- 2012: Love U, Einzelausstellung, Warehouse Gallery, Syracuse, New York.
- 2013: Performances, 1976–81, Einzelausstellung, Thomas Erben Gallery, New York
- 2013: Blues for Smoke, Gruppenausstellung, Whitney Museum of American Art, New York City.
- 2014: The Performing Body, Einzelausstellung, RedLine Gallery, Denver, Colorado.
- 2014: The Material Body, Einzelausstellung, Museum of Contemporary Art, Denver, Colorado.
- 2016: Senga Nengudi: Improvisational Gestures, Einzelausstellung, Henry Art Gallery, Seattle, Washington.[2]
- 2019–2021: Senga Nengudi: Topologien, Einzelausstellung, Lenbachhaus, München, Museu de Arte de São Paulo, Denver Art Museum, Philadelphia Museum of Art.[16]
- 2020: Die Sonne um Mitternacht schauen. Gegenwartskunst aus dem Lenbachhaus und der KiCo Stiftung, Städtische Galerie im Lenbachhaus, München (September 2020 – August 2021).

## Auszeichnungen
- 2005: Anonymous Was A Woman Award
- 2010: Women's Caucus for Art Lifetime Achievement Award, Women's Caucus for Art[17]
- 2023: Nasher Prize, Nasher Sculpture Center, Dallas, Texas[18]